# Etazeta
 Denne artikel bør gennemlæses af en person med fagkendskab for at sikre den faglige korrekthed.

Etazeta (?) var dronning af Bithynien, gift med Nikomedes 1. af Bithynien, med hvem hun fik børn som hun ønskede skulle arve efter Nikomedes i stedet for hans børn af første ægteskab med dronning Ditizele. Det lykkedes hende at presse Nikomedes til at tilsidesætte sønnen Ziaelas og gøre børnene med hende til arvinger. For at garantere de mindreårige børns arveret efter hans død, blev en række bystater og stormagter – Ægypten og Makedonien – gjort til værger og garanter for sikkerheden. Ved Nikomedes' død ca. 255 f.Kr. overtog Etazeta styret af kongeriget på vegne af sine børn. Stedsønnen Ziaelas vendte dog hjem fra sit eksil i Armenien og erobrede kontrollen med Bithynien og erklærede sig som konge. Etazeta flygtede til Makedonien med sine børn og levede resten af sit liv i eksil ved det Antigonos 2.'s hof.